# Сент-Елізабет (Міссурі)
Сент-Елізабет (англ. St. Elizabeth) — селище (англ. village) в США, в окрузі Міллер штату Міссурі. Населення — 418 осіб (2020).

## Географія
Сент-Елізабет розташований за координатами 38°15′21″ пн. ш. 92°16′0″ зх. д. / 38.25583° пн. ш. 92.26667° зх. д. (38.255874, -92.266577).  За даними Бюро перепису населення США в 2010 році селище мало площу 2,64 км², уся площа — суходіл.

## Демографія
Згідно з переписом 2010 року, у селищі мешкало 336 осіб у 115 домогосподарствах у складі 84 родин. Густота населення становила 127 осіб/км².  Було 128 помешкань (49/км²).
Расовий склад населення:
| - 99,1 % — білих |

До двох чи більше рас належало 0,9 %. Частка іспаномовних становила 1,8 % від усіх жителів.
За віковим діапазоном населення розподілялося таким чином: 28,9 % — особи молодші 18 років, 47,6 % — особи у віці 18—64 років, 23,5 % — особи у віці 65 років та старші. Медіана віку мешканця становила 39,5 року. На 100 осіб жіночої статі у селищі припадало 81,6 чоловіків;  на 100 жінок у віці від 18 років та старших — 77,0 чоловіків також старших 18 років.
Середній дохід на одне домашнє господарство  становив 75 882 долари США (медіана — 67 500), а середній дохід на одну сім'ю — 87 368 доларів (медіана — 80 000). Медіана доходів становила 40 938 доларів для чоловіків та 41 944 долари для жінок. За межею бідності перебувало 4,9 % осіб, у тому числі 2,5 % дітей у віці до 18 років та 16,7 % осіб у віці 65 років та старших.
Цивільне працевлаштоване населення становило 146 осіб. Основні галузі зайнятості: освіта, охорона здоров'я та соціальна допомога — 26,0 %, виробництво — 18,5 %, публічна адміністрація — 12,3 %, роздрібна торгівля — 9,6 %.